# Fiat Dino
Fiat Dino — спортивный автомобиль, выпускавшийся компанией Fiat с 1966 по 1973 год. Выпуск автомобиля был подготовительным для создания Ferrari Dino и оба этих автомобиля легко спутать между собой. Fiat Dino позволил компании Ferrari достигнуть необходимого количества автомобилей для омологации двигателя V6 для участия в гонках Формула 2. Fiat Dino Spider — в кузове родстер — был представлен на Туринском автосалоне в 1966 году, а версия купе — год спустя на Женевском автосалоне.
Компания начала свою первую серию автомобилей со среднемоторной компоновкой в 1968 и продавала их под маркой «Dino» (а не «Ferrari»). Изначально Ferrari планировала выпускать все автомобили с двигателем V6 под маркой «Dino», в память об Альфредо (Дино) Феррари, сыне Энцо Феррари, умершего в возрасте 24 лет и бывшего одним из создателей двигателя V6. Однако дилеры Ferrari в США жаловались на более низкие продажи под маркой Dino и было решено выпускать Fiat Dino и Ferrari Dino раздельно. Dino 206 GT и Ferrari Dino 246 GT & GTS оснащались ровно такими же двигателями как и Fiat Dino. Однако важно указать, что более поздняя модель — Dino 308 GT4 использовала двигатель V8 принципиально иной конструкции и позже была превыпущена под маркой «Ferrari» в 1976 году, после чего производство автомобилей под названием «Dino» прекратилось.

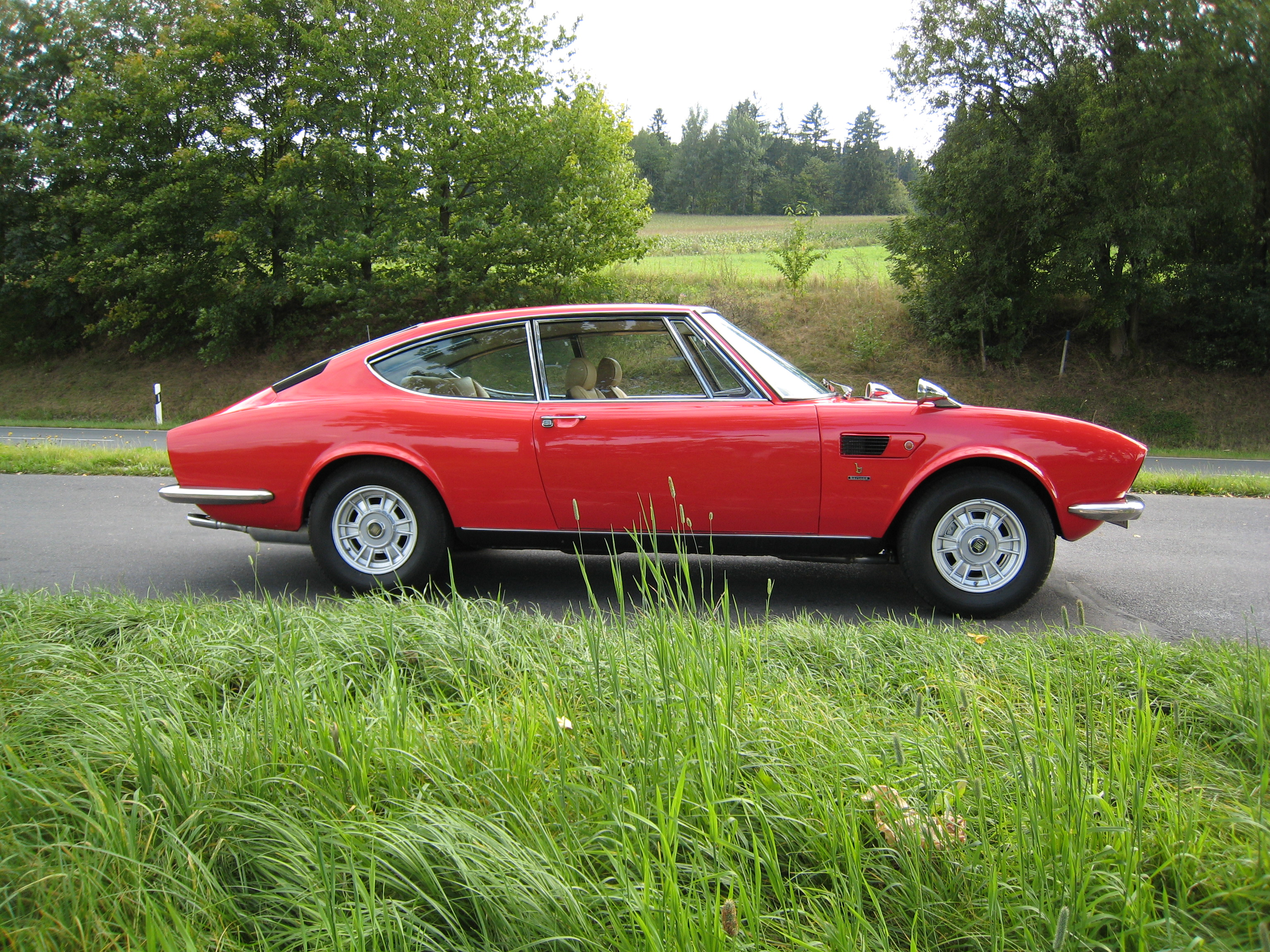
Fiat Dino 1971 года, вид сбоку

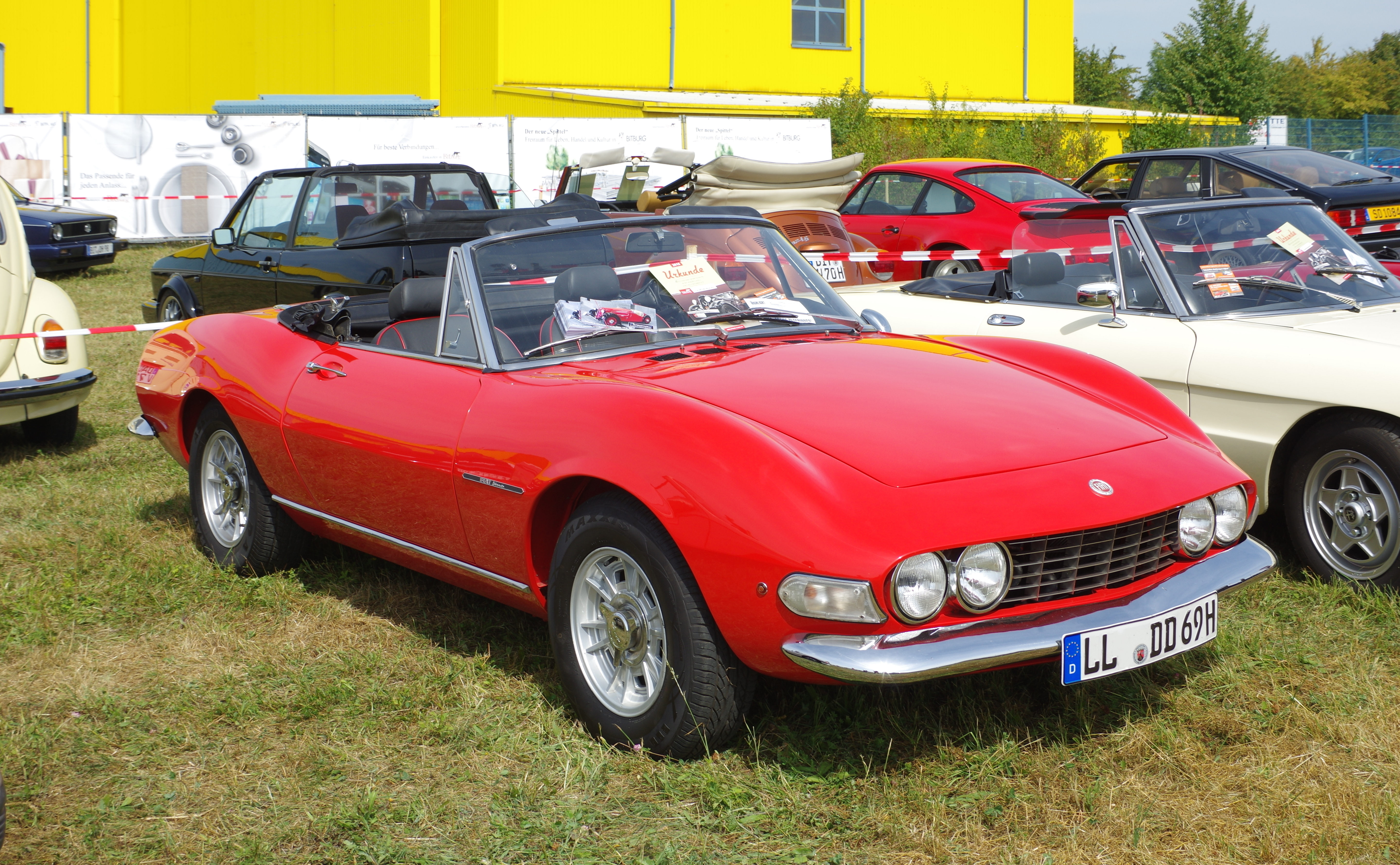
Fiat Dino Spider

## Двигатели
| Модель                             | Объём    | Мощность                    | Крутящий момент           |
| ---------------------------------- | -------- | --------------------------- | ------------------------- |
| 2.0 DOHC V6 65° (алюминиевый блок) | 1987 см³ | 158 л. с. при 7200 об./мин. | 163 Н·м при 6000 об./мин. |
| 2.4 DOHC V6 (чугунный блок)        | 2418 см³ | 178 л. с. при 6600 об./мин. | 216 Н·м при 4600 об./мин. |